# هاري دبليو. باس جونيور
هاري دبليو. باس جونيور (بالإنجليزية: Harry Wesley Bass Jr.)‏ هو عسكري أمريكي، ولد في 6 يناير 1927 في أوكلاهوما سيتي في الولايات المتحدة، وتوفي في 4 أبريل 1998 في دالاس في الولايات المتحدة.